# Stazione meteorologica di Montalto Pavese
La stazione meteorologica di Montalto Pavese è la stazione meteorologica di riferimento relativa alla località di Montalto Pavese.

## Coordinate geografiche
La stazione meteo si trova nell'Italia nord-occidentale, in Lombardia, in provincia di Pavia, nel comune di Montalto Pavese, a 466 metri s.l.m. e alle coordinate geografiche 44°59′N 9°12′E.

## Dati climatologici
In base alla media trentennale di riferimento 1961-1990, la temperatura media del mese più freddo, gennaio, si attesta a +0,8 °C; quella del mese più caldo, luglio, è di +21,6 °C .
| Montalto Pavese    | Mesi | Mesi | Mesi | Mesi | Mesi | Mesi | Mesi | Mesi | Mesi | Mesi | Mesi | Mesi | Stagioni | Stagioni | Stagioni | Stagioni | Anno |
| Montalto Pavese    | Gen  | Feb  | Mar  | Apr  | Mag  | Giu  | Lug  | Ago  | Set  | Ott  | Nov  | Dic  | Inv      | Pri      | Est      | Aut      | Anno |
| ------------------ | ---- | ---- | ---- | ---- | ---- | ---- | ---- | ---- | ---- | ---- | ---- | ---- | -------- | -------- | -------- | -------- | ---- |
| T. max. media (°C) | 3,4  | 6,0  | 10,6 | 15,2 | 19,0 | 23,7 | 26,3 | 25,7 | 21,7 | 15,2 | 8,9  | 4,8  | 4,7      | 14,9     | 25,2     | 15,3     | 15,0 |
| T. min. media (°C) | −1,9 | −0,6 | 3,3  | 7,2  | 10,8 | 14,7 | 17,0 | 16,3 | 13,6 | 8,9  | 4,0  | −0,2 | −0,9     | 7,1      | 16,0     | 8,8      | 7,8  |